# کاسکو (آرکانزاس)
کاسکو (به انگلیسی: Casscoe) یک منطقهٔ مسکونی در ایالات متحده آمریکا است که در شهرستان آرکانزاس، آرکانزاس واقع شده‌است. کاسکو ۶۰٫۹۶ متر بالاتر از سطح دریا واقع شده‌است.